# Rhododendron giulianettii
Rhododendron giulianettii är en ljungväxtart som beskrevs av Carl Karl Adolf Georg Lauterbach. Rhododendron giulianettii ingår i släktet rododendron, och familjen ljungväxter. Inga underarter finns listade i Catalogue of Life.